# Alon Turgeman
Alon Turgeman (in ebraico אלון תורג'מן‎?; Hadera, 9 giugno 1991) è un calciatore israeliano, attaccante dell'Hapoel Be'er Sheva.

## Carriera

### Club
Turgeman ha iniziato la carriera con la maglia dello Hapoel Petah Tiqwa. Ha esordito nella Ligat ha'Al in data 21 agosto 2010, sostituendo Ohad Kadusi nella sconfitta per 3-1 sul campo dello Hapoel Ashkelon. Il 20 novembre successivo, ha realizzato la prima rete, contribuendo così alla vittoria per 1-2 in casa dell'Ashdod. A fine stagione, si è trasferito al Maccabi Haifa. Ha debuttato per questa squadra il 27 agosto 2011, subentrando a Weaam Amasha nel pareggio per 2-2 contro lo Hapoel Petah Tiqwa. Il 24 dicembre ha segnato la prima rete, nella sconfitta per 3-1 patita contro lo Hapoel Petah Tiqwa.

### Nazionale
Turgeman è stato convocato nella Nazionale israeliana Under-21 dal commissario tecnico Guy Luzon, in vista del campionato europeo di categoria 2013.

## Palmares

### Club

#### Competizioni nazionali
- Coppa d'Israele: 3

Bnei Yehuda: 2016-2017
Hapoel Haifa: 2017-2018
Hapoel Be'er Sheva: 2024-2025